# Listă de filme australiene din 2012
Aceasta este o listă de filme australiene din 2012:

## Lista
| Titlu                                | Regizor                        | Actori | Gen               | Note                                                              | Premiera      |
| ------------------------------------ | ------------------------------ | --- | ----------------- | ----------------------------------------------------------------- | ------------- |
| 10 Terrorists                        | Dee McLachlan                  | Jackie Diamond, Sachin Joab, Richard Cawthorne, Kendal Rae, Matt Hetherington                                    | Comedie           | The Picture Tank                                                  | 29 martie     |
| 100 Bloody Acres                     | Colin Cairnes, Cameron Cairnes | Angus Sampson, Damon Herriman, Oliver Ackland, Anna McGahan                                                      | Comedy, Horror    | Hopscotch International Doppelganger Releasing                    | 04 august     |
| Any Questions for Ben?               | Rob Sitch                      | Josh Lawson, Rachael Taylor, Daniel Henshall, Felicity Ward, Lachy Hulme, Ed Kavalee                             | Comedie           | Roadshow Films                                                    | 09 februarie  |
| Bait 3D                              | Kimble Rendall                 | Sharni Vinson, Phoebe Tonkin, Xavier Samuel, Julian McMahon, Cariba Heine, Lincoln Lewis                         | Horror            | Paramount Pictures                                                | 20 septembrie |
| Bathing Franky                       | Owen Elliot                    | Jancita Day, Bree Desborough, Shaun Goss, Brendan Madigan                                                        | Drama             | Titan View                                                        | 26 mai        |
| Black & White & Sex                  | John Winter                    | Katherine Hicks, Anya Beyersdorf, Valerie Bader, Roxane Wilson                                                   | Drama             | Titan View                                                        | 27 ianuarie   |
| Careless Love                        | John Duigan                    | Nammi Le, Penny McNamee, Ivy Mak, David Field, Jeff Truman                                                       | Drama             | Antidote Films                                                    | 17 mai        |
| Crawlspace                           | Justin Dix                     | Eddie Baroo, Nicholas Bell, John Brumpton, Ditch Davey, Peta Sergeant                                            | Action, Horror    | Gryphon Entertainment                                             | 11 octombrie  |
| Dead Europe                          | Tony Krawitz                   | Ewen Leslie, Marton Csokas, Kodi Smit-McPhee, Jean-François Balmer                                               | Drama             | Transmission Films                                                | 14 iunie      |
| Housos vs. Authority                 | Paul Fenech                    | Elle Dawe, Jabba, Paul Fenech, Russell Gilbert, Alex Romano, Kev Taumata, Vanessa Davis                          | Comedie           | Transmission Films Bazat pe serialul TV Housos                    | 01 noiembrie  |
| Isolate                              | Martyn Park                    | Jacinta John, Terry Serio, Stephen Anderton                                                                      | Drama, Horror     | Titan View                                                        | 22 august     |
| Kath & Kimderella                    | Ted Emery                      | Gina Riley, Jane Turner, Magda Szubanski, Glenn Robbins, Peter Rowsthorn, Rob Sitch, Barry Humphries, Alex Perry | Comedie           | Roadshow Films Based on the TV series                             | 06 septembrie |
| The King is Dead                     | Rolf de Heer                   | Roman Vaculik, Michaela Cantwell, Lily Adey, Nathan Hoare, Kerry Ann Reid                                        | Comedy, Thriller  | Pinnacle Films                                                    | 12 iulie      |
| Last Dance                           | David Pulbrook                 | Firass Dirani, Julia Blake, Alan Hopgood                                                                         | Thriller          | Becker Films                                                      | 19 august     |
| Mental                               | P. J. Hogan                    | Toni Collette, Anthony LaPaglia, Rebecca Gibney, Lily Sullivan, Bethany Whitmore                                 | Comedie           | Universal Pictures                                                | 04 octombrie  |
| Not Suitable for Children            | Peter Templeman                | Ryan Kwanten, Sarah Snook, Ryan Corr, Bojana Novakovic                                                           | Comedie romantică | Icon Film Distribution                                            | decembrie 7   |
| The Sapphires                        | Wayne Blair                    | Chris O'Dowd, Deborah Mailman, Jessica Mauboy, Shari Sebbens                                                     | Musical Comedie   | Hopscotch Films Bazat pe o piesă de teatru omonimă de Tony Briggs | 09 august     |
| Satellite Boy                        | Catriona McKenzie              | David Gulpilil, Cameron Wallaby, Joseph Pedley, Rohanna Angus                                                    | Drama             | Satellite Films                                                   | 10 decembrie  |
| Save Your Legs!                      | Boyd Hicklin                   | Damon Gameau, Stephen Curry, Brendan Cowell, Brenton Thwaites                                                    | Comedie           | Madman Entertainment                                              | 19 august     |
| Scumbus                              | Luke Tierney                   | Ed Kavalee, Toby Truslove, Lachy Hulme, Henry Nixon, Christian Clark, Glenn Robbins                              | Comedie           |                                                                   | 10 noiembrie  |
| The Things My Father Never Taught Me | Burleigh Smith                 | Burleigh Smith, Aiden Papamihail, Bridie Carter                                                                  | Comedy            | Wavebreaker                                                       | 01 martie     |
| Thirst                               | Robert Carter                  | Victoria Haralabidou, Myles Pollard, Hanna Mangan-Lawrence                                                       | Drama             | Imagine Films                                                     | 07 ianuarie   |
| Wish You Were Here                   | Kieran Darcy-Smith             | Joel Edgerton, Felicty Price, Teresa Palmer, Antony Starr                                                        | Drama             | Hopscotch Films                                                   | 26 aprilie    |